# Gemmula microscelida
Gemmula microscelida är en snäckart. Gemmula microscelida ingår i släktet Gemmula och familjen Turridae. Inga underarter finns listade i Catalogue of Life.